# 博哈亞

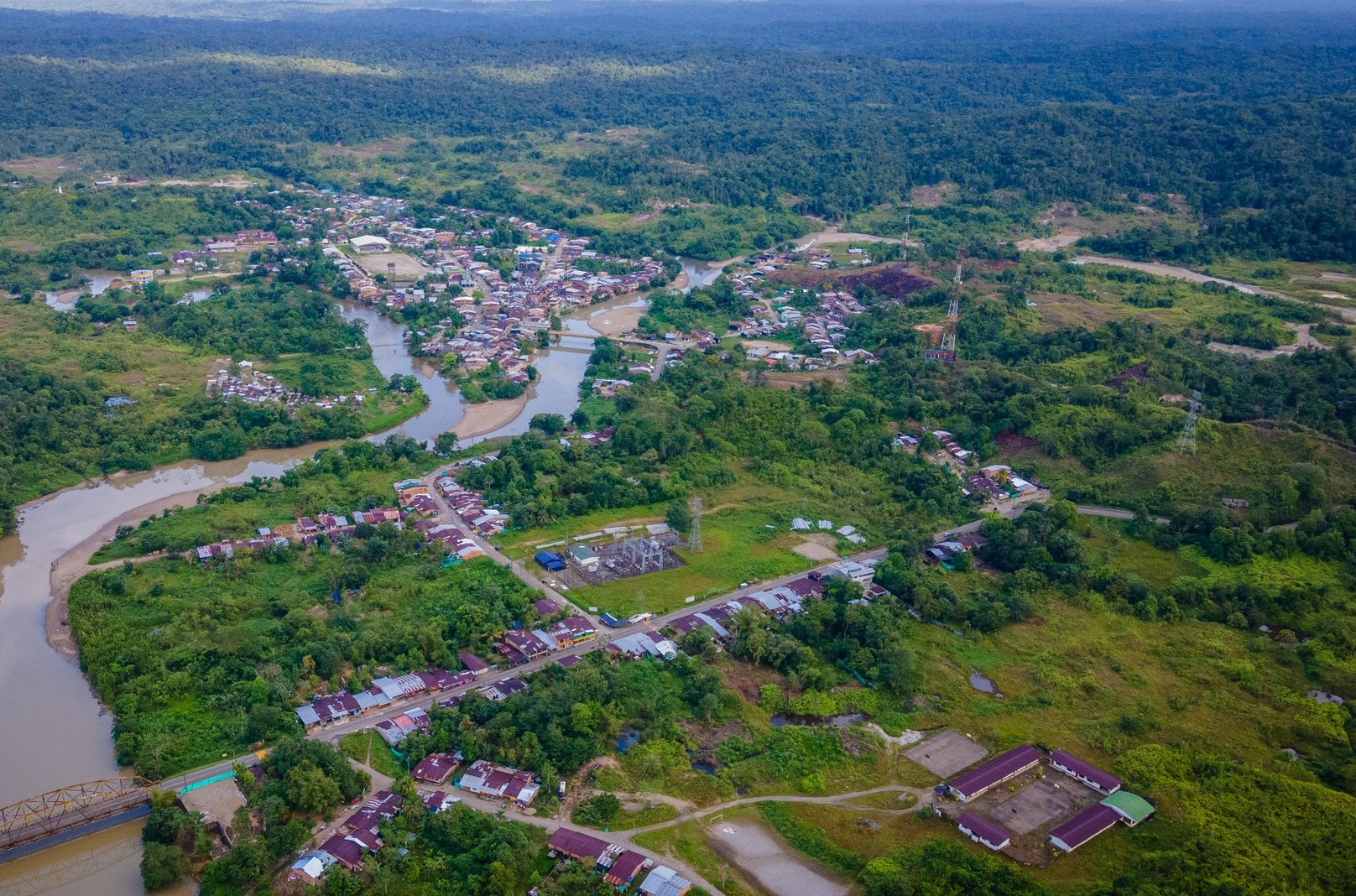
博哈亚远景

博哈亞是哥倫比亞的城鎮，位於該國西部，由喬科省負責管轄，距離首府基布多228公里，始建於17世紀，面積3,546平方公里，海拔高度36米，2005年人口8,796。

## 外部連結
- （西班牙文） Revista Semana: Un Pueblo a la EsperaArchive.today的存檔，存档日期2013-02-01